# Newberry (Michigan)
Newberry – wieś w Stanach Zjednoczonych, w stanie Michigan, siedziba administracyjna hrabstwa Luce.